# Veneg

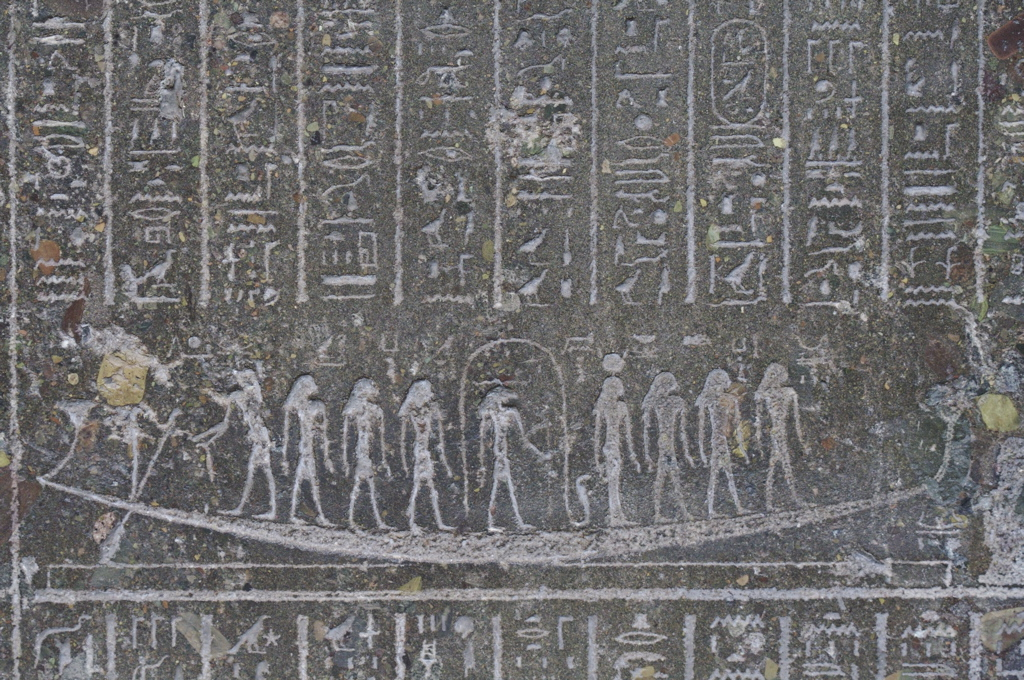
Vyobrazení sluneční bárky boha Ra. Texty pyramid naznačují, že Veneg je jedním z mnoha božstev na palubě

Veneg je staroegyptský bůh doložený výhradně v Textech pyramid a ztotožňovaný se zemřelým panovníkem. Je strážcem řádu maat a podpírá nebeskou klenbu. Protože je také označován jako Reův syn, byl možná nějakým způsobem spojován se slunečním cyklem. Monarcha pojmenoval Veneg.